# Sângeorz-Băi
Sângeorz-Băi (també s'escriu Sîngeorz-Băi, pronunciació en romanès: [sɨnˈd͡ʒe̯orz bəj]; en hongarès: Oláhszentgyörgy; alemany: Sankt Georgen) és un balneari i una ciutat de la regió muntanyenca del comtat de Bistrița-Năsăud a Transsilvània (Romania). La ciutat administra dos pobles, Cormaia (Kormája) i Valea Borcutului (Borpatak).
La ciutat està situada a les valls dels rius Someșul Mare i Cormaia.

## Demografia
Segons el cens del 2002, el 97,8% dels habitants eren romanesos, l'1,5% gitanos i el 0,5% hongaresos. El 73,1% eren ortodoxos romanesos, el 19,7% pentecostals i el 5,9% grec-catòlic.